# Ram Island
Pour les articles homonymes, voir RAM.
Ram Island est une petite île de  mudstone et de dolérite, d'une superficie de 1 ha, au sud-est de l'Australie.  Elle fait partie l'archipel de Vansittart Island en Tasmanie. Elle est  située à l'est du détroit de Bass entre Flinders et Cape Barren Islands dans l'archipel Furneaux.  C'est une propriété privée.  

## Vie sauvage
BirdLife International identifie Ram Island comme une partie de la Zone importante pour la conservation des oiseaux de Franklin Sound Islands (Franklin Sound Islands Important Bird Area) parce qu'elle abrite plus de 1% de la population mondiale pour six espèces d'oiseaux.

## Flore et faune
Reconnue pour la reproduction d'espèces d'oiseaux marins, d'échassiers, on y recense le Manchot pygmée, le Goéland austral, l'Huîtrier noir, l'Océanite frégate, le Cormoran de Tasmanie, la Sterne caspienne et le Céréopse cendré.